# Sam & Max Beyond Time and Space
Sam & Max Beyond Time and Space, lanzado originalmente como Sam & Max: Season Two, es un videojuego de aventuras gráficas episódicas de Telltale Games basado en la serie de cómics Sam & Max creada por Steve Purcell. Es una secuela del juego Sam & Max anterior de Telltale, Sam & Max Save the World, y se lanzó originalmente como cinco episodios para Microsoft Windows a finales de 2007 y principios de 2008, antes de ser trasladado a otras plataformas en los años siguientes. En diciembre de 2021 se lanzó una remasterización del juego de Skunkape Games para Windows, Nintendo Switch y Xbox One.

## Jugabilidad
Beyond Time and Space se basa en Save the World con NPC más dinámicos, un motor actualizado, un sistema de pistas, compatibilidad con monitores de pantalla ancha, animaciones más realistas y más minijuegos en cada episodio. Beyond Time and Space presenta un asistente de calibración cuando se ejecuta por primera vez, lo que permite al jugador establecer sus gráficos y la configuración de dificultad antes de jugar.

## Lanzamiento
A diferencia de Save the World, donde los usuarios de GameTap podían acceder a cada episodio dos semanas antes de que estuviera disponible a través del sitio web de Telltale, Beyond Time and Space redujo este período a un día. El primer episodio, "Ice Station Santa", se lanzó el 8 de noviembre en GameTap, seguido de un lanzamiento mundial el 9 de noviembre. Sin embargo, el segundo episodio se retrasó hasta el 11 de enero de 2008. Posteriormente se lanzaron nuevos episodios en el segundo jueves y viernes de cada mes.
Al igual que Save the World en 2007, Beyond Time and Space se lanzó en Steam el 16 de mayo de 2008.
El 2 de diciembre de 2008, en un evento de prensa en Londres, Atari anunció una nueva asociación con Telltale para llevar Sam & Max Beyond Time and Space a la venta minorista en todo el mundo en 2009 para Microsoft Windows y Wii. El juego también recibió lanzamientos totalmente localizados en francés y alemán, así como subtítulos en italiano y español para las versiones en idiomas extranjeros de Beyond Time and Space.
El 26 de febrero de 2009, Telltale anunció oficialmente Sam & Max Season One and Two para Xbox Live Arcade. Telltale también nombró oficialmente la segunda temporada Beyond Time and Space.
En diciembre de 2021 se lanzó una remasterización de Skunkape Games para Windows, Nintendo Switch y Xbox One . Al igual que el remaster de Save the World, presenta nuevas cinemáticas y música, modelos de personajes e iluminación mejorados, y algunos diálogos regrabados.

## Sinopsis
Un año después de los eventos del juego anterior, Sam y Max, policías independientes, descubren que su pez dorado mascota, Mister Spatula, se ha vuelto malvado, pero un robot gigante enviado por Papá Noel viene a matarlo. Los dos se dirigen al Polo Norte y encuentran a Santa disparando a los elfos con una ametralladora. Ante la sospecha de que Santa está poseído, Sam y Max realizan un exorcismo, pero descubren que el demonio está poseyendo a un elfo. Con la ayuda de los espíritus de las Navidades pasadas, presentes y futuras, el demonio se reduce a un plato de gelatina, que Santa come sin darse cuenta y queda poseído. Sam y Max noquean a Santa y descubren que el demonio estaba destinado a Satanás, pero lo enviaron a Santa debido a un error tipográfico. Envían a Papá Noel al infierno y entregan todos los regalos de Navidad en su lugar.
Un mes después, Sybil y Abe son absorbidos por un portal del Triángulo de las Bermudas. Sam y Max siguen y llegan a la Isla de Pascua, poblada por personas desaparecidas convertidas en bebés por la Fuente de la Juventud, y los Moái locales les dicen que una profecía dice que un volcán entrará en erupción y los destruirá. En una cueva cercana, descubren un grupo de Sea Monkeys que adoran los gigantescos pies de piedra de Moái, y el fantasma del Sr. Spatula se ha establecido como su Sumo Sacerdote, planeando usar una máquina para desencadenar una erupción. Sam convence a los Ocean Chimps de que Max es el verdadero Sumo Sacerdote, pero el Sr. Spatula desencadena la erupción, solo para que Sam y Max usen un Triángulo de las Bermudas gigante para desviar la lava. Los dos nadan de regreso a la orilla con Abe, quien ha roto con Sybil, mientras que los Moái son secuestrados repentinamente.
Algún tiempo después, la ciudad es atacada por zombis de Zombie Factory, un club nocturno en Stuttgart dirigido por el vampiro Jurgen. Usando las debilidades tradicionales de los vampiros para reducir la popularidad de Jurgen y hacerlo vulnerable, Sam y Max persiguen a Jurgen, pero quedan atrapados en una trampa mortal y mueren. Los dos vuelven a despertar como zombis y encuentran a Jurgen durmiendo en su ataúd y sus almas atrapadas esperando ser enviadas al infierno. Recuperan un dispositivo Soul Mater de Sybil, sin darse cuenta, convenciéndola de que vuelva con Abe, pero accidentalmente terminan en el cuerpo del otro. Los dos obligan a Jurgen a caer en su propia trampa mortal y su alma es secuestrada. Mientras Sam y Max regresan a sus cuerpos, su vecino y colega detective Flint Paper llega para anunciar que Bosco ha desaparecido.
Los tres irrumpen en la tienda de Bosco para buscar pistas, pero Sam y Max, sin darse cuenta, señalan un OVNI, que los secuestra. Encuentran a Bosco, que se ha convertido en una vaca después de tropezar con un ascensor que viaja en el tiempo y, sin darse cuenta, altera los eventos de su nacimiento. Sam y Max usan el ascensor para viajar en el tiempo y restaurar a Bosco, y descubren que el OVNI está pilotado por versiones pasadas, presentes y futuras de un mariachi llamado Pedro, que viaja en el tiempo para actuar en los cumpleaños de todos y recolectar almas para que el Infierno pague su nave espacial. Bosco se siente abrumado y muere de un infarto, y los mariachis deciden usar su alma para llenar su cupo. Sam y Max engañan a los mariachis para que se vayan y puedan rescatar el alma de Bosco, pero accidentalmente la envían al infierno y desencadenan la secuencia de autodestrucción de la nave. Los dos siguen el alma de Bosco a través del portal, mientras la nave espacial explota justo cuando llega al principio de los tiempos, provocando el Big Bang.
Sam y Max emergen en una estación de metro al Infierno debajo de su oficina. Después de obtener acceso al tren, descubren que el infierno es un entorno de oficina que emplea a sus enemigos fallecidos de episodios anteriores. Satanás ignora a los dos, pero interfieren al liberar las almas de todos sus amigos fallecidos de sus infiernos personales. Sam exige que todas estas almas sean liberadas y Satanás está de acuerdo, pero engaña a Sam para que ocupe su lugar. Max libera a Sam, solo para descubrir que Satanás ya no está a cargo del Infierno, que ha sido tomado por los Soda Poppers. El trío despide a Satanás e inicia una serie de nuevas tramas malvadas, pero Sam y Max frustran cada una de ellas y convencen a Satanás de unirse a ellos para retomar el Infierno. Los Soda Poppers asumen formas demoníacas e intentan matar a Sam y Max, pero son engañados para que usen su propio ritual de destierro contra ellos mismos. atrapándolos en un pozo de fuego y permitiendo que Satanás recupere el control. Luego, todos se van para asistir a la boda de Abe y Sybil en una escena poscréditos, los Soda Poppers juran venganza, solo para ser asesinados por el flujo de lava desviado de la Isla de Pascua.

## Personajes
Además de los personajes ya presentados a través de Sam & Max Save the World, Beyond Time and Space presenta algunos personajes recurrentes adicionales.
- Flint Paper: Flint dirige su propio negocio de detectives en la oficina junto a Sam & Max; sin embargo, cuál es exactamente su negocio o casos sigue siendo un misterio. Como en los cómics, sus días consisten en golpear a los malos y cortejar a atractivas clientas. En Más allá del tiempo y el espacio , está en un caso para localizar al hombre que destrozó la tienda de Mama Bosco en los años 60. En Sam and Max Hit the Road, Flint y la puerta de su oficina aparecían en la segunda ubicación del juego, donde arrojó a alguien por una ventana y disparó una carita sonriente contra la pared con una metralleta. Curiosamente, cuando se le pregunta dónde ha estado, sus aventuras suenan casi idénticas a las de Sam & Max.

- Stinky: Una joven propietaria de "Stinky's Diner" al otro lado de la calle de la tienda de Bosco. Afirma haber heredado el restaurante y su nombre del viejo Apestoso, su supuesto abuelo. Las afirmaciones (y el destino del viejo Stinky) son cuestionables, ya que Stinky también es una mentirosa constante, afirmando que es una actriz muy famosa, inventora de artefactos y creencias estudiadas, como "reina del vudú". Esto hace que Sam y Max tengan cada vez más sospechas de que Stinky ha asesinado al abuelo Stinky para hacerse cargo del restaurante. Sam y Max conocen al "abuelo" Stinky original en el episodio 4, "Chariots of the Dogs", después de viajar en el tiempo a la versión de Stinky's Diner de principios de la década de 1980. El Stinky mayor tiene una fuerte aversión por el gobierno de los EE. UU. y tiene una tendencia a exagerar sus hazañas, al igual que el Stinky más joven de 2008. aunque el viejo Stinky afirma no haber tenido hijos. En el episodio 5, Old Stinky reveló que realmente había muerto en un accidente de montañismo y que la niña Stinky es en realidad su protegida. En realidad, la chica Stinky es una golem, "El pastel de los condenados", un brebaje profano creado por el viejo Apestoso a partir de un plato principal (Palitos de pescado), una guarnición (Pastel de alquitrán) y un postre (Helado de café), y que cobró vida en forma humana por añadiendo una costilla de cerdo a la mezcla.
- Mister Spatula: El pez dorado mascota de Max que vive en el enfriador de agua de la oficina. En Save the World, fue nombrado vicepresidente de los Estados Unidos bajo la administración de Max, pero pronto desarrolló una sed de poder que lo convirtió en "pura maldad", según Sam. Se convierte en el Sumo Sacerdote de la Isla de Pascua antes de que Max asuma el cargo en "Moai Better Blues".
- The Maimtron 9000: un robot gigante (visto brevemente por primera vez a través de una ventana en el episodio 5 de Save the World ) que destruye la mitad del vecindario en el episodio 1, "Ice Station Santa", que se cree que fue enviado por Mister Spatula para asesinar a Max. Dice que su única función es matar y destruir, pero en la conversación frecuentemente responde preguntas con letras de canciones pop de los 80 y 90. Después de ser desactivado por Sam, Jimmy Two-Teeth convierte su cuerpo colapsado en un casino para ratas. Sam y Max reactivan el Maimtron 9000 en el final de temporada usando la IA portátil adquirida en el título anterior.
- Papá Noel: Figura conocida por llevar regalos a los niños en Navidad. En el episodio 1, " Ice Station Santa ", se lo ve escondido en su habitación parado encima de una caja fuerte que contiene los espíritus de la Navidad. Después de la batalla con Shambling Corporate Presence, Santa come accidentalmente la gelatina en la que se convirtió SCP, lo que lo poseyó. Después de que Sam y Max pelean con Santa nuevamente, Santa es enviado al infierno. En el episodio 5, es encarcelado en su infierno personal . Debe recordar constantemente los juguetes por varios problemas de seguridad, mientras que los bebés demonio lo acosan constantemente, diciendo que odia a los niños y tomó el único trabajo en el mundo en el que solo tendría que estar con niños una vez al año.
- Jurgen: Un vampiro de estilo gótico alemán, es el villano principal del episodio 3, "Night of the Raving Dead", y tuvo una breve aparición en el episodio 4. Reaparece en el episodio 5 como recepcionista en el infierno y todavía está enojado con ambos. Sam & Max por ponerlo en su situación.
- Pedro: Un cantante de mariachi que aparece de repente y canta una canción de cumpleaños cada vez que un personaje menciona un cumpleaños personal. Hizo breves apariciones en los episodios 1 a 3, y se le dio un papel más importante en el episodio 4, "Chariots of the Dogs", además de tener un pequeño papel en el final de temporada. Pedro fue nombrado por primera vez en el episodio 4.
- Shambling Corporate Presence: Un demonio gelatinoso del infierno y el villano principal del episodio 1, "Ice Station Santa". Reaparece como empleado de Hell, LLC en el episodio 5. Fue un personaje secundario en "Reality 1.5", el juego dentro de un juego en el episodio de Saves the World , "Reality 2.0".
- Timmy Two-Teeth: El hijo de Jimmy Two-Teeth fue presentado en el episodio 1, junto con la exesposa de Jimmy y la madre de Timmy, Mary Two-Teeth. Timmy es una rata joven diagnosticada con síndrome de Tourette terminal; como consecuencia, una gran parte de su discurso está censurado (aunque en un sentido de ironía, en realidad no dice malas palabras, sino que dice cosas como 'Diablos, sí' o 'Que tengas un día genial'). A pesar de esto, mantiene una visión positiva de la vida. Muere en el episodio 5 y su alma se va al infierno debido a la intervención de Sam y Max (a diferencia de su padre, Timmy ha vivido una vida libre de pecado, pero su registro personal se cambió con el de Jimmy en el momento de su muerte), pero luego su alma se libera y Timmy regresa a la vida. También es un gran fanático de los Soda Poppers y sabe todo sobre ellos.

## Episodios
| Episodio                                                                                                 | Fecha de lanzamiento   | Fecha de lanzamiento   |
| Episodio                                                                                                 | Lanzamiento en GameTap | Lanzamiento general    |
| --- | ---------------------- | ---------------------- |
| |                        |                        |
| "Ice Station Santa"                                                                                      | 8 de noviembre de 2007 | 9 de noviembre de 2007 |
| Un dios pagano antiguo e hinchado envía un robot de guerra sediento de sangre para destruir a Sam y Max. |                        |                        |
| |                        |                        |
| "Moai Better Blues"                                                                                      | 10 de enero de 2008    | 11 de enero de 2008    |
| Sam y Max viajan al trópico donde intentan detener una erupción volcánica.                               |                        |                        |
| |                        |                        |
| "Night of the Raving Dead"                                                                               | 12 de febrero de 2008  | 13 de febrero de 2008  |
| Sam y Max irrumpen en un club nocturno de vampiros europeos emo para detener un apocalipsis zombi.       |                        |                        |
| |                        |                        |
| "Chariots of the Dogs"                                                                                   | 13 de marzo de 2008    | 14 de marzo de 2008    |
| Sam y Max se unen a Flint Paper para descubrir qué le sucedió a un Bosco desaparecido.                   |                        |                        |
| |                        |                        |
| "What's New, Beelzebub?"                                                                                 | 10 de abril de 2008    | 11 de abril de 2008    |
| Sam y Max viajan al infierno para enfrentarse a Satanás y recuperar el alma perdida de Bosco.            |                        |                        |

## Recepción
| Videojuego                          | GameRankings | Metacritic |
| ----------------------------------- | ------------ | ---------- |
| Episode 1: Ice Station Santa        | 82%          | 82         |
| Episode 2: Moai Better Blues        | 81%          | 80         |
| Episode 3: Night of the Raving Dead | 80%          | 79         |
| Episode 4: Chariots of the Dogs     | 85%          | 85         |
| Episode 5: What's New, Beelzebub?   | 85%          | 85         |

### Episode 1: Ice Station Santa
El episodio 1: Ice Station Santa recibió críticas positivas. Recibió un puntaje agregado de 82% en GameRankings basado en 32 reseñas y 82/100 en Metacritic basado en 32 reseñas.

### Episode 2: Moai Better Blues
El episodio 2: Moai Better Blues recibió críticas positivas. Recibió un puntaje agregado de 81% en GameRankings basado en 32 reseñas y 80/100 en Metacritic basado en 30 reseñas.

### Episode 3: Night of the Raving Dead
El episodio 3: Night of the Raving Dead recibió críticas positivas. Recibió una puntuación total del 80% en GameRankings según 28 reseñas y 79/100 en Metacritic según 26 reseñas.

### Episode 4: Chariots of the Dogs
El episodio 4: Chariots of the Dogs recibió críticas positivas. Recibió una puntuación total del 85 % en GameRankings según 27 reseñas y 85/100 en Metacritic según 23 reseñas.

### Episode 5: What's New, Beelzebub?
El Episode 5: What's New, Beelzebub? recibió críticas positivas. Recibió una puntuación total del 85% en GameRankings según 22 reseñas y 85/100 en Metacritic según 20 reseñas.